# Metamynodon
Metamynodon – rodzaj wymarłego ssaka z rodziny Amynodontidae zaliczanej do rzędu nieparzystokopytnych. Był najdłużej żyjącym przedstawicielem swej grupy. Pojawił się bowiem w późnym eocenie, a wymarł we wczesnym miocenie, kiedy to wyparł go ziemnowodny nosorożec Teleoceras. Skamieniałości znajdowane były w USA, Mongolii i Chinach.
To mierzące 4 metry zwierzę był daleko spokrewnione z dzisiejszymi nosorożcami, jednak wyglądało bardziej jak hipopotam. Jego przednie łapy posiadały 4 palce, podczas gdy u nosorożców zwykle występują 3. Był roślinożercą (świadczą o tym jego zęby), jego czaszka miała jednak krawędź typową dla mięsożerców. Przyczepiały się do niej mięśnie, dzięki którym spożywał twardy pokarm roślinny. Używał on w tym celu mięsistych warg i powiększonych kłów. Dzięki umieszczonym wysoko oczom cały czas widział okolicę będąc większościaciałą zanurzony w wodzie, jak to czynią dziś hipopotamowate i krokodyle.

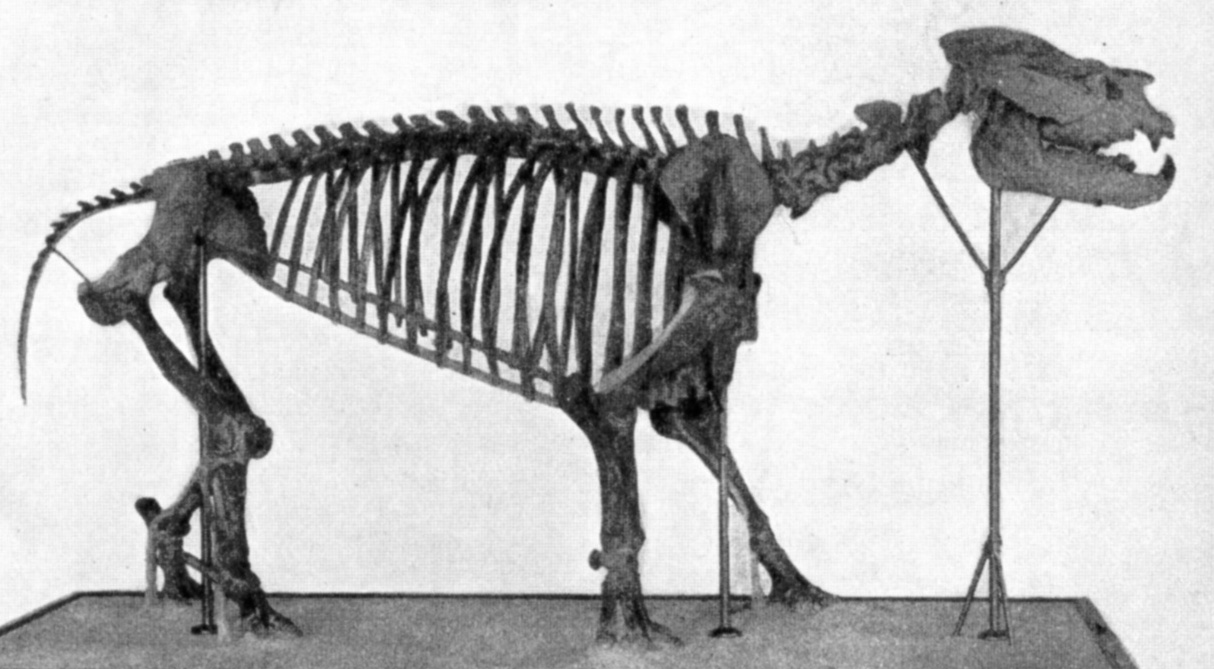
szkielet Metamynodon planifrons

## Gatunki
- †M. planifrons
- †M. chadronensis
- †M. mckinneyi